# Sông Hoa Liên
Hoa Liên (花蓮溪) là một dòng sông tại phía đông Đài Loan. Sông khởi nguồn từ Bạch Thạch Sơn và đổ ra Thái Bình Dương. Dòng chính của sông có chiều dài 57,28 km, nếu tín theo phụ lưu dài nhất thì chiều dài sông là 81 km, diện tích lưu vực sông là 1507,09 km² thuộc địa bàn Hoa Liên. Sông có độ dốc lớn và là một trong ba hệ thống sông chính của thung lũng Hoa Đông.

## Phụ lưu
- Hoa Liên：huyện Hoa Liên
  - Mộc Qua (木瓜溪)：Cát An, Thọ Phong, Tú Lâm - 42 km
    - Đại Thanh Thủy (大清水溪)：Tú Lâm
    - Ba Thác Lỗ (巴托魯溪)：Tú Lâm
      - Ba Thác Lan (巴托蘭溪)

    - Thiên Trường (天長溪)：Tú Lâm
      - Kì Lai (奇萊溪)

    - Hoàn Điền (丸田溪)：Tú Lâm
      - Cối khê (檜溪)

  - Lão khê (荖溪)：Thọ Phong, Tú Lâm
  - Thọ Phong (壽豐溪)：Thọ Phong, Phượng Lâm, Tú Lâm、Vạn Vinh - 37 km
    - Thanh Xương (清昌溪)：Tú Lâm
    - Di Kham (怡堪溪)：Tú Lâm, Vạn Vinh
    - Yên Lai (安來溪)：Vạn Vinh

  - Thanh Thủy (清水溪)：Phượng Lâm, Vạn Vinh
  - Phượng Lâm (鳳林溪)：Phượng Lâm, Vạn Vinh
  - Vạn Lý (萬里溪)：Phượng Lâm, Vạn Vinh - 53 km
    - Thanh Thủy Cốc (清水谷溪)：Vạn Vinh

  - Ba Lãng (巴朗溪)：Quang Phục
  - Mã Thái An (馬太鞍溪)：Phượng Lâm, Quang Phục, Vạn Vinh
  - Quang Phục (光復溪)：Quang Phục
    - Lợi Cáp Ngạn (利哈岸溪)：Quang Phục
    - Mã Đạt Na (瑪達那溪)：Quang Phục
    - Lệ Thái (麗太溪)：Quang Phục
    - Mã Phật (馬佛溪)：Quang Phục
    - Gia Nông (嘉農溪)[1]：Quang Phục, Vạn Vinh
      - Hà Nội (河內溪)：Quang Phục

    - Nam Thanh Thủy (南清水溪)：Quang Phục, Vạn Vinh